# Geoffroy Vallée
Pour les articles homonymes, voir Geoffroy Vallée (homonymie) et Vallée (homonymie).
Geoffroy Vallée ou Geoffroy Vallée IIe, sieur de la Planchette, est un déiste français, né à Orléans vers 1535 et mort le 9 février 1574.
Il fut condamné à être pendu puis brûlé.

## Biographie
Geoffroy Vallée naît à Orléans, alors situé dans l'ancienne province de l'Orléanais du royaume de France, sous le règne du roi François Ie dans une famille probablement calviniste.
Geoffroy est le fils de Geoffroy Vallée Ier, seigneur de Chenailles (dans la commune de Saint-Denis-de-l'Hôtel) et le frère de Jacques, Marie, Claude, Gérarde et Jean. On ignore cependant sa date de naissance exacte, bien qu'on pense qu'elle puisse se situer entre 1535 et 1540. Il est le grand-oncle du poète libertin Jacques Vallée Des Barreaux.

## Critique de la religion & déisme
Il s'installe à Paris et, après avoir eu des démêlés avec sa famille qui tente de le mettre sous curatelle, y publie La béatitude des Chrétiens ou le Fléau de la foy (1572), libelle relativement bref où il expose que la foi religieuse, basée sur l'ignorance et la crainte de Dieu, abêtit l'homme et le réduit au rang de l'animal. 
Il place aux sommets des échelles du savoir et de la félicité le « vrai catholique », c'est-à-dire celui qui, par un travail de recherche intellectuelle et d’ascèse morale sur lui-même, a développé une science de Dieu totalement opposée à la foi dénoncée comme une aliénation. Pour Vallée, les échelons dans l’ignorance et l’aliénation (et conséquemment aussi dans le malheur) sont, dans l'ordre croissant vers le savoir : le papiste, le huguenot, l'anabaptiste, le libertin et le vrai catholique, tandis que l'athée retombe dans la croyance (et donc dans le malheur) en se mentant à lui-même.
Ce libelle est diffusé par la suite au XVIIIe siècle sous le titre de Ars nihil credendi (L'Art de ne croire en rien).

### Pendu puis brûlé
Sur l'obstination de l' ecclésiaste ou prédicateur du roi, l’évêque de Nevers, Arnaud Sorbin de Sainte-Foi, le parlement de Paris le condamne à être pendu puis brûlé, non pour athéisme, mais pour avoir « tenu dit et maintenu les blasphèmes et propos erronés […] contre l’honneur de Dieu et de notre mère sainte Église ». Il est exécuté le 9 février 1574.

## Réception
Le ligueur Louis Dorléans (1542-1629), écrit de lui « Et ne vous souvenez-vous pas du beau Vallée, dit la dame de Fronise, qui fut brûlé à Paris »

## Homosexualité?
Scévole de Sainte-Marthe note, à son propos, « Puis-je t'appeler coq, homme sans virilité ? ». Bien que Sainte-Marthe ne nous indique pas qui est visé sous le portrait furieux de son « Mézence », de nombreux auteurs y ont reconnu Vallée[réf. nécessaire]. Ce témoignage pourrait laisser penser que Vallée eut des mœurs homosexuelles.[réf. souhaitée]